# Grant County, Kentucky
Grant County är ett administrativt område i delstaten Kentucky, USA, med 24 662 invånare. Den administrativa huvudorten (county seat) är Williamstown. 

## Geografi
Enligt United States Census Bureau så har countyt en total area på 675 km². 673 km² av den arean är land och 2 km² är vatten. 

### Angränsande countyn
- Boone County - nord
- Kenton County - nordost
- Pendleton County - öst
- Harrison County - sydost
- Scott County - syd
- Owen County - väst
- Gallatin County - nordväst